# Retable flamand (église Saint-Germain-l'Auxerrois de Paris)
Le retable flamand de l’église Saint-Germain-l'Auxerrois de Paris s'y trouve dans la chapelle Notre-Dame-de-la-Compassion, une chapelle latérale du côté nord. Il représente des scènes de la vie et de la Passion du Christ. Datant du XVIe siècle, il est classé monument historique au titre objet depuis 1905.

## Histoire
Ce retable relève de l’école flamande et plus particulièrement d’un atelier d’Anvers. Il date du début du XVIe siècle et, d'après M. de Guilhermy, provient d'une église de Belgique. L'écrivain et critique d'art, Joris-Karl Huysmans, précise que ce retable a fait partie de la collection dispersée de M. de Bruges-Duménil . Quoi qu'il en soit, en 1839, il est donné par le comte de Montalivet, alors ministre de l’Intérieur, à sa paroisse et est peut-être exposé dans la chapelle de la Bonne-Mort avant de trouver sa place actuelle. 
Cet objet mobilier est classé monument historique depuis le 20 février 1905.

## Description

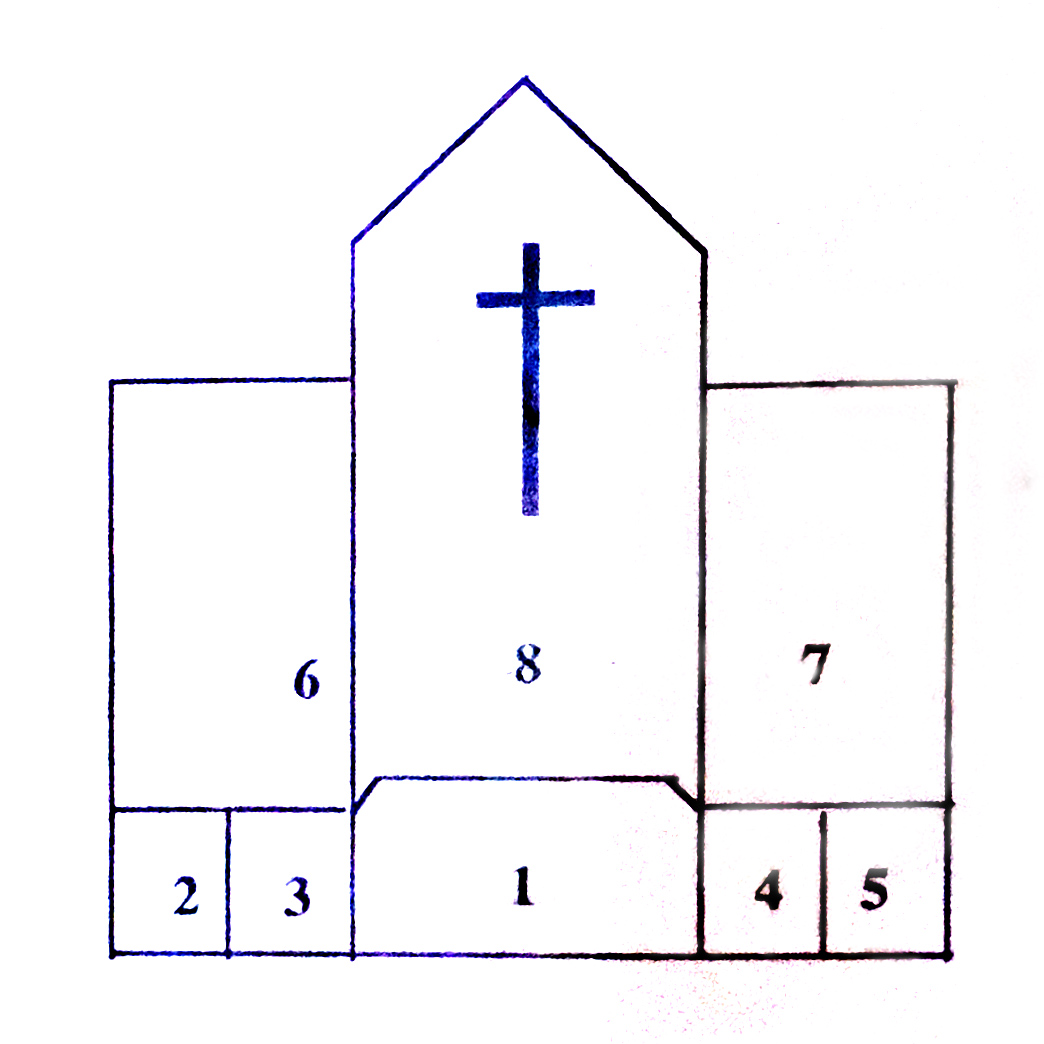
Organisation du retable en différentes scènes.

Il s’agit d’un meuble de 3,3 m de haut et de 2,9 m de large en chêne composé de motifs en haut-relief. Le retable est divisé en trois panneaux verticaux où sont ciselées les principales scènes de la Passion. Ces reliefs sont séparés par des pieds-droits chargés de clochetons, d'aiguilles, de fleurons, de statuettes à travers lesquels circulent des branchages ronceux et feuillus. Il se compose finalement de huit panneaux, cinq sur une rangée inférieure et trois sur la rangée supérieure.
On trouve donc, en commençant par le bas : Jessé entouré des prophètes Jacob, Isaïe, Daniel et Michée qui ont annoncé l’avènement du Messie (scène 1), un  Mariage de la Vierge (scène 2), une Nativité (scène 3), une Adoration des mages (scène 4), une Présentation de Jésus au Temple (scène 5) ; dans la rangée du haut, Jésus chargé de sa croix accompagné de la Vierge, de saint Jean, de Véronique et du Juif errant (scène 6), une Vierge évanouie entourée de saint Jean, de Madeleine et du Juif errant devant le crucifie (scène 7) et pour finir, une Descente de croix (scène 8).

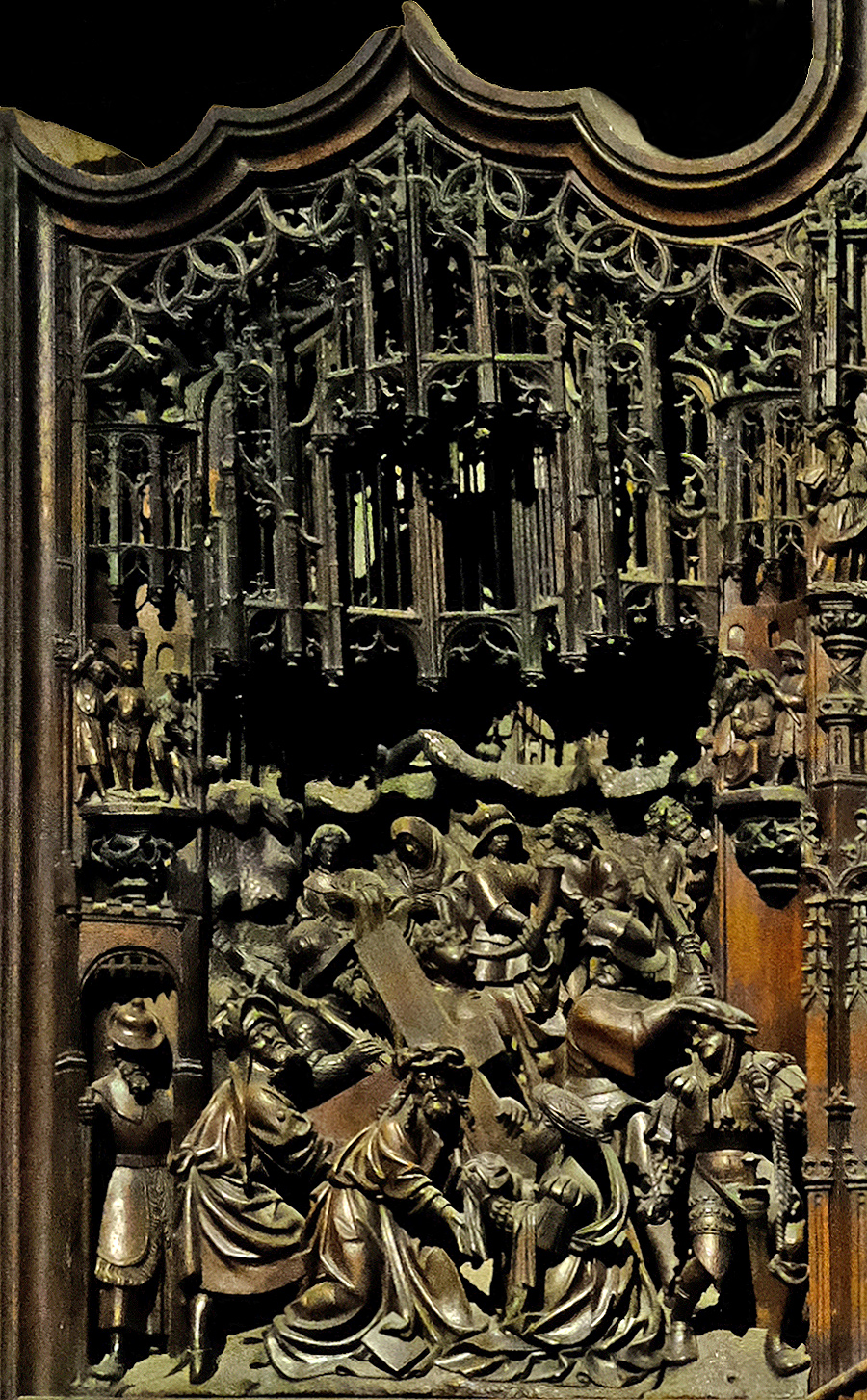
Scène 6.
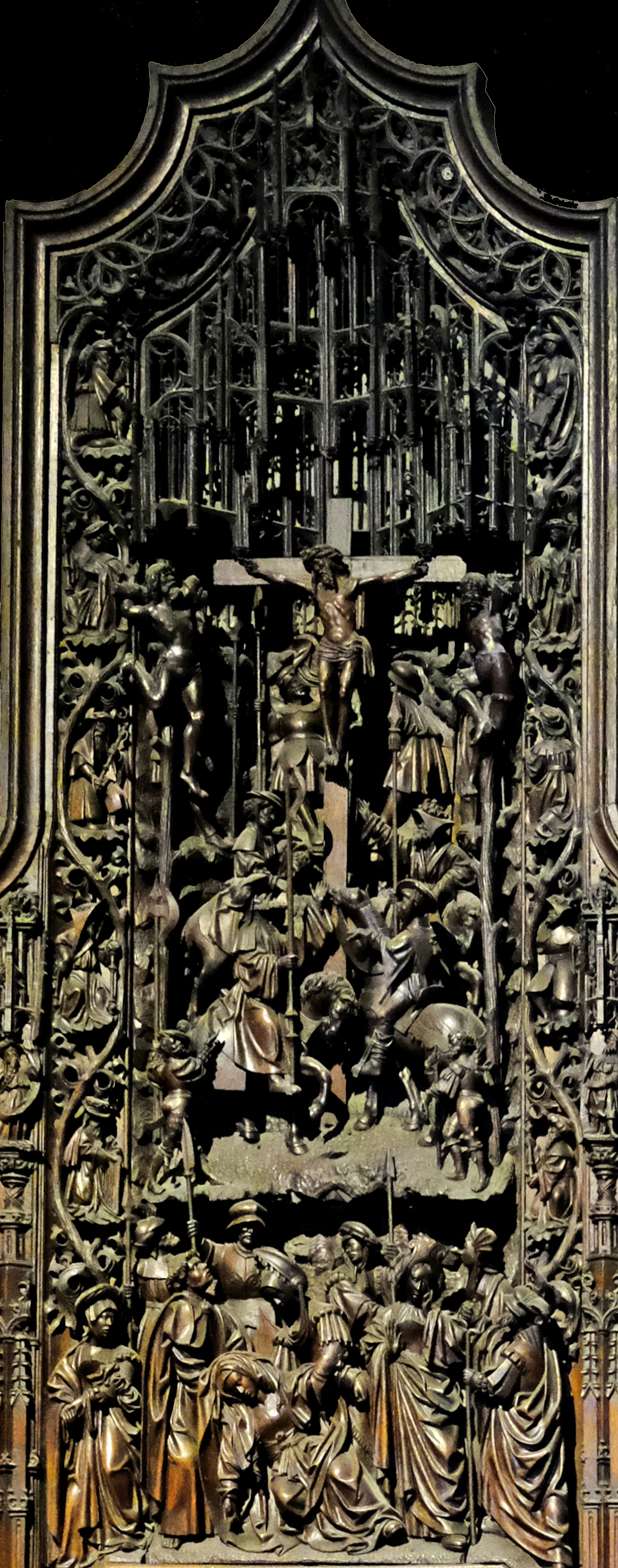
Scène 8.
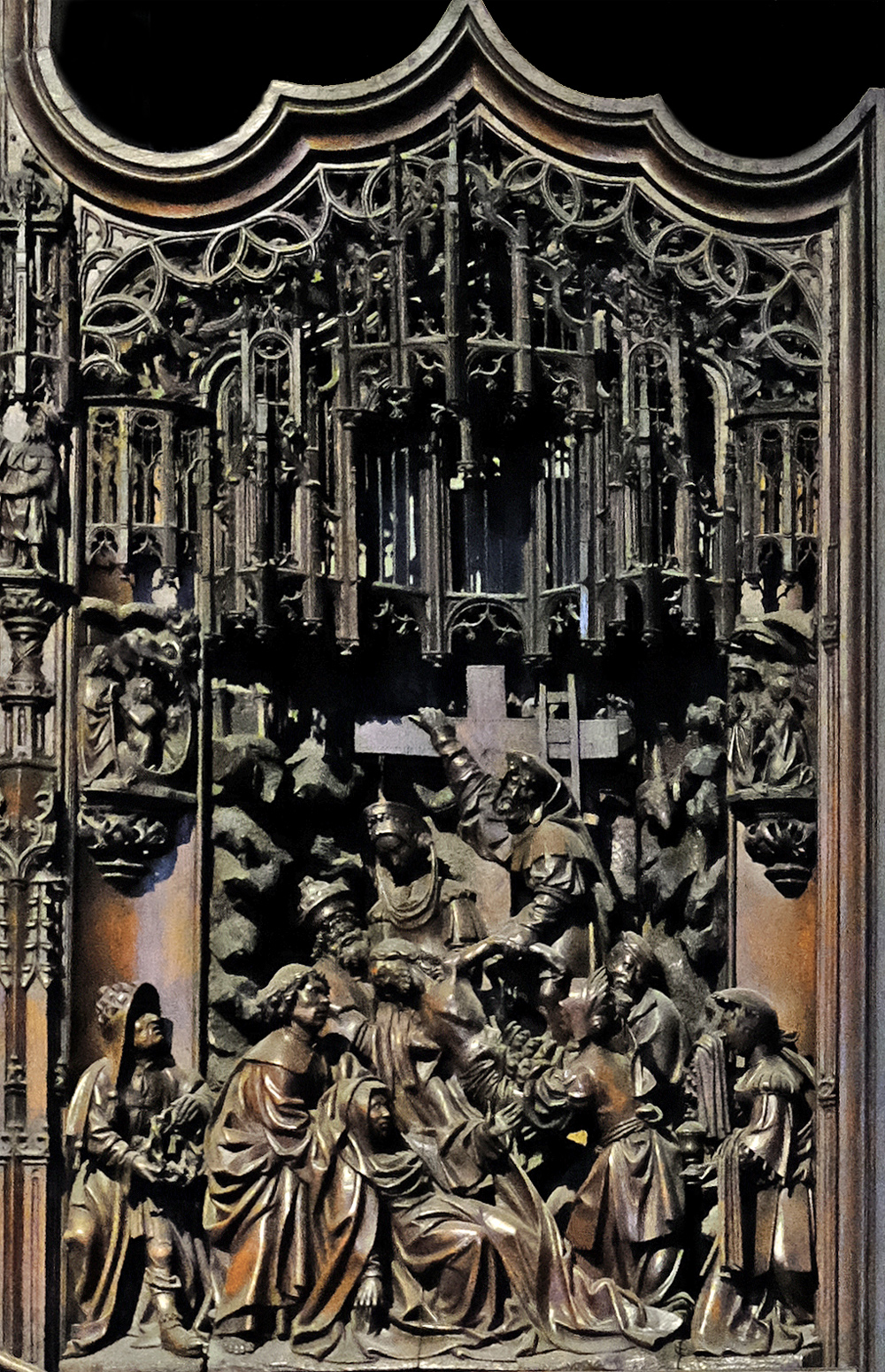
Scène 7.

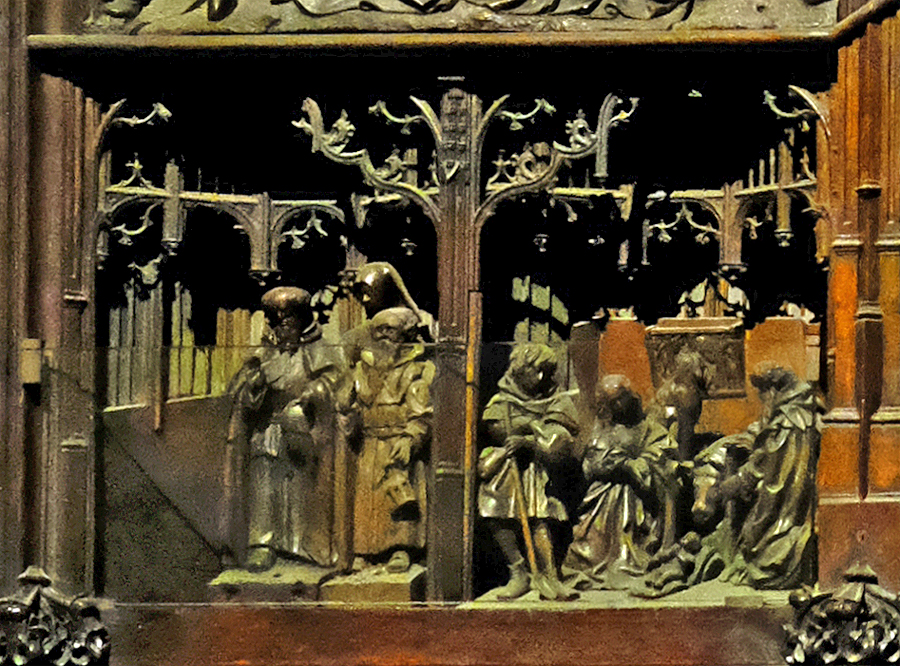
Scènes 2 et 3.
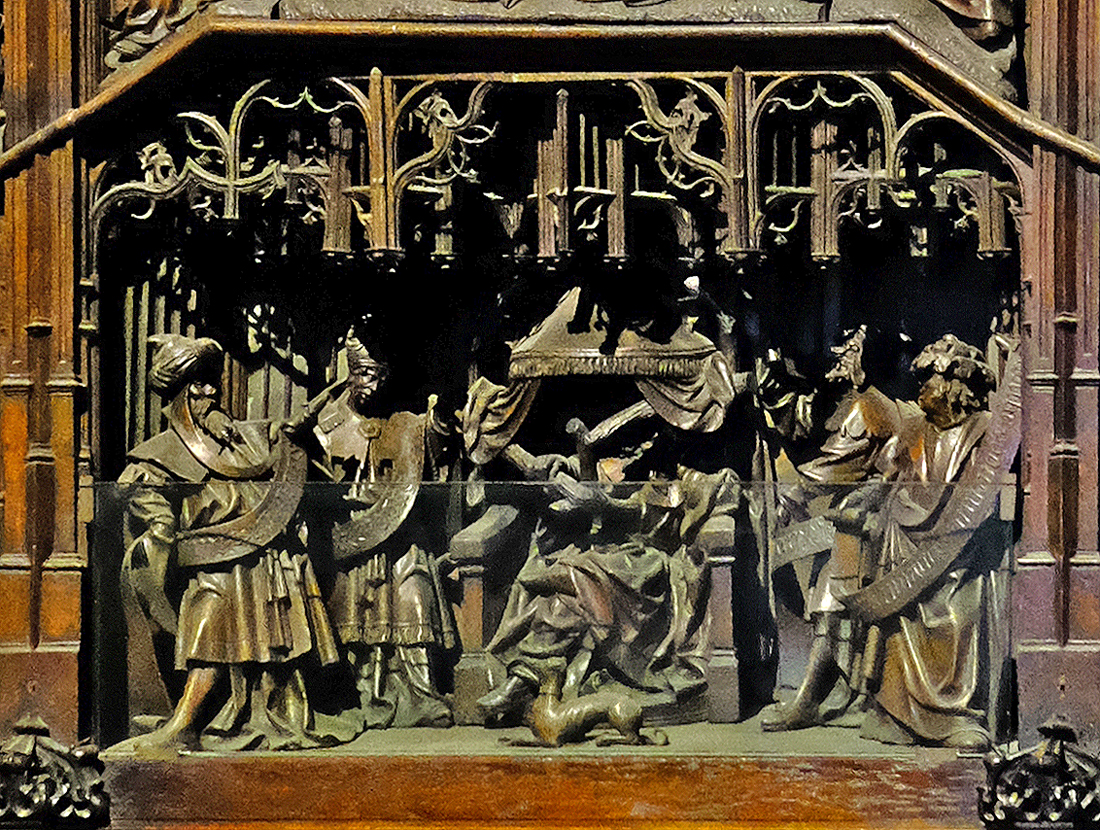
Scène 1.
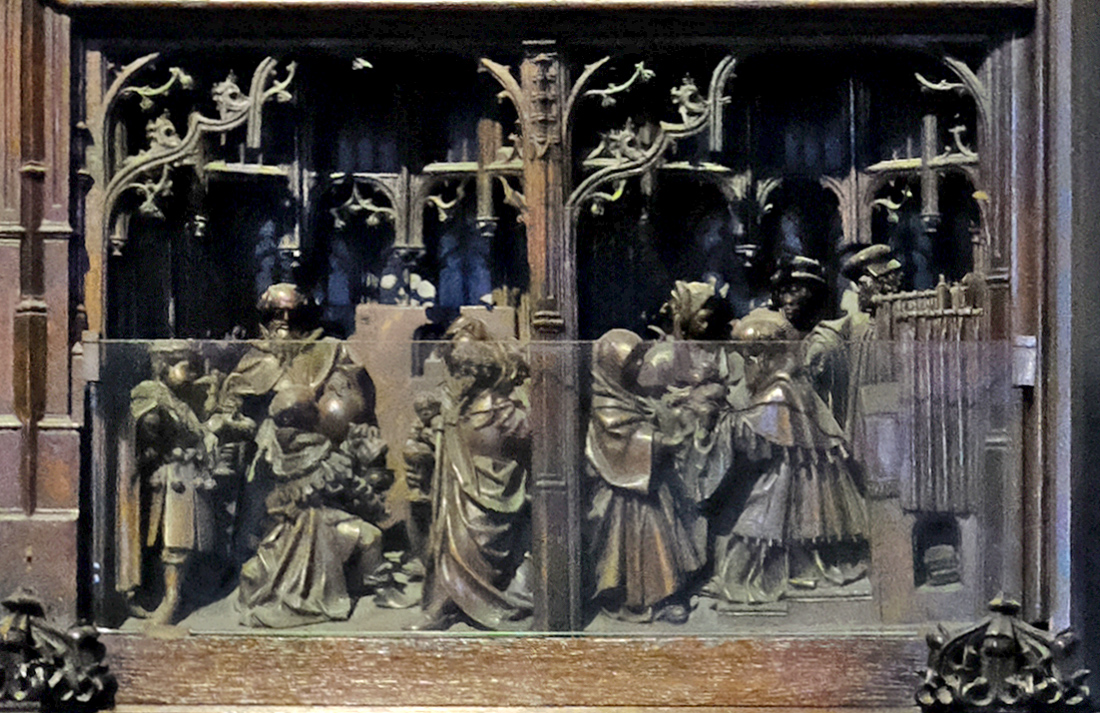
Scènes 4 et 5.